# Dynów (gemeente)
De gemeente Dynów is een landgemeente in het Poolse woiwodschap Subkarpaten, in powiat Rzeszowski.
De zetel van de gemeente is in Dynów.
Op 30 juni 2004 telde de gemeente 7236 inwoners.

## Oppervlakte gegevens
In 2002 bedroeg de totale oppervlakte van gemeente Dynów 118,8 km², waarvan:
- agrarisch gebied: 64%
- bossen: 29%

De gemeente beslaat 9,75% van de totale oppervlakte van de powiat.

## Demografie
Stand op 30 juni 2004:
| Omschrijving                   | Totaal | Totaal | Vrouwen | Vrouwen | Mannen | Mannen |
| ------------------------------ | ------ | ------ | ------- | ------- | ------ | ------ |
| eenheid                        | aantal | %      | aantal  | %       | aantal | %      |
| inwoners                       | 7236   | 100    | 3589    | 49,6    | 3647   | 50,4   |
| bevolkingsdichtheid (inw./km²) | 60,9   | 60,9   | 30,2    | 30,2    | 30,7   | 30,7   |

In 2002 bedroeg het gemiddelde inkomen per inwoner 1234,59 zł.

## Administratieve plaatsen (sołectwo)
Bachórz, Dąbrówka Starzeńska, Laskówka, Dylągowa, Harta, Łubno, Ulanica, Wyręby, Pawłokoma.

## Aangrenzende gemeenten
Bircza, Błażowa, Dubiecko, Dynów, Hyżne, Jawornik Polski, Nozdrzec